# 빵티비
빵티비는 2025년 새롭게 오픈한 인터넷 방송 플랫폼으로, 이케이파트너가 운영하고 있다.
주로 여캠들의 토크 콘텐츠를 중심으로 실시간 스트리밍을 제공한다. 
최근에는 방송 트렌드에 맞춰 엑셀 방송도 진행하고 있다.